# 주호주 대한민국 대사관
주호주 대한민국 대사관 또는 주오스트레일리아 대한민국 대사관은 1962년 오스트레일리아 캔버라에 개설된 대한민국 외교부 소속의 대사관이다.

## 역사
대한민국과 오스트레일리아는 1953년 영사급 외교관계를, 1962년에는 대사급 상호수교를 맺었다. 오스트레일리아는 1950년 6.25 전쟁 당시 영국, 캐나다, 뉴질랜드와 함께 영연방연합군을 결성, UN군의 일원으로 참전해 대한민국을 지원한 바 있다. 1962년 상호 수교가 이루어진 뒤 초반에는 시드니에 대사관을 설치하였으나, 1970년 시드니에 있던 대사관을 총영사관으로 격하시키고 캔버라에 있던 총영사관을 대사관으로 승격시켰다. 2012년 2월에는 멜버른에 주호대사관 관할의 분관을 설치하였다.
주호주대사관은 ACT와 타즈메이니아, 사우스오스트레일리아와 웨스턴오스트레일리아를 관할하고 있다. 시드니 총영사관은 NSW와 QLD, NT 관할이며 멜번 분관은 VIC를 관할하고 있다.

## 역대 공관장
| 대수        | 성명           | 임명        |
| ----------- | -------------- | ----------- |
| 제1대 대사  | 이동환(李東煥) | 1962년 2월  |
| 제2대 대사  | 민충식(閔忠植) | 1970년 2월  |
| 제3대 대사  | 노석찬(盧錫瓚) | 1974년 2월  |
| 제4대 대사  | 이한림(李翰林) | 1977년 6월  |
| 제5대 대사  | 윤하정(尹河珽) | 1980년 7월  |
| 제6대 대사  | 김상구(金相球) | 1983년 7월  |
| 제7대 대사  | 임동원(林東源) | 1984년 11월 |
| 제8대 대사  | 이창수(李昌洙) | 1987년 12월 |
| 제9대 대사  | 이창범(李昌範) | 1991년 4월  |
| 제10대 대사 | 권병현(權丙鉉) | 1994년 3월  |
| 제11대 대사 | 문동석(文東錫) | 1996년 11월 |
| 제12대 대사 | 신효헌(申孝憲) | 1999년 3월  |
| 제13대 대사 | 송영식(宋永植) | 2001년 9월  |
| 제14대 대사 | 조상훈(趙商勳) | 2003년 6월  |
| 제15대 대사 | 조창범(曺昌範) | 2006년 4월  |
| 제16대 대사 | 김우상(金宇祥) | 2008년 5월  |
| 제17대 대사 | 조태용(趙太庸) | 2011년 9월  |
| 제18대 대사 | 김봉현(金奉炫) | 2013년 6월  |
| 제19대 대사 | 우경하(禹景夏) | 2016년 5월  |
| 제20대 대사 | 이백순(李伯純) | 2018년 2월  |
| 제21대 대사 | 강정식(康禎植) | 2020년 2월  |
| 제22대 대사 | 김완중         | 2022년 12월 |
| 제23대 대사 | 이종섭(李鐘燮) | 2024년 3월  |
| 제24대 대사 | 심승섭(沈勝燮) | 2024년 7월  |

## 같이 보기

### 일반 주제
- 대한민국-오스트레일리아 관계
- 주한 호주 대사관

### 오스트레일리아에 설치한 한국 공관
- 주멜번 대한민국 분관
- 주시드니 대한민국 총영사관

### 인접 지역에 설치한 한국 공관
- 주뉴질랜드 대한민국 대사관
  - 주오클랜드 대한민국 분관
- 주파푸아뉴기니 대한민국 대사관
- 주피지 대한민국 대사관
- 주하갓냐 대한민국 출장소 - 형식상 미국 관할이지만, 괌이 미국의 역외 영토임.